# 多柱樹
多柱樹（学名：Caryocar costaricense）是一種油桃木科植物。它們生長於哥倫比亞、哥斯達黎加、巴拿馬及委內瑞拉。它們受到環境破壞的威脅。

## 保育狀況
其被列為《瀕危野生動植物種國際貿易公約》（CITES）附錄二的物種，被限制出口及貿易。